# Soye-en-Septaine

Soye-en-Septaine este o comună în departamentul Cher, Franța. În 1 ianuarie 2022 avea o populație de 582 de locuitori.